# Владимир Фијат
Владимир М. Фијат (Самош, 30. новембар 1883 - Вршац, 16. март 1959) је био српски трговачки путник, колекционар уметнина и кувар у Краљевском двору у Београду.

## Биографија
Рођен је 30. новембра 1883. године у Самошу, као треће дете Марка Фијата и Пијаде. Најпре се школовао у родном месту, а потом у Београду. Почео је да ради као трговачки путник, што му је омогућило да научи неколико језика, добро се упозна са светом уметности и различитих кулинарских култура. Једно време је становао у Гробљанској улици (данас: Рузвелтова).
На почетку Првог светског рата 1914. године, пријавио се као добровољац у српској војсци и постао другопозивац, припадник IV чете I батаљона VI пешадијског пука "Престолонаследник Александар" Дринске дивизије. За време Албанске голготе је почео да се интересује за фотографију. О својим ратним данима је написао књигу "Овејани Србин".
Након рата је постао кувар на Краљевском двору код краља Александра I Карађорђевића, са којим почиње да разговара о уметности.
Своју уметничку збирку са више од 130 уметнина и преко стотину ратних фотографија је 1956. године поклонио родном Самошу, где је основан његов легат, а збирка похрањена у завичајни музеј. У овој збирци су била дела Дирера, Тицијана, Модиљанија и Паје Бибића.
Фијат је умро 16. марта 1959. године у душевној болници у Вршцу. Сахрањен је у Вршцу, али његов гроб није познат. По његовој смрти, нестало је неколико предмета из легата, тако да се данас у њему чува 110 уметнина.

## Дела
- Овејани Србин, Прометеј, Нови Сад, 2018,  978-86-515-1418-3[3]

## Одликовања
- Орден Карађорђеве звезде са мачевима
- Медаља за храброст
- Крст Светог Ђорђа